# 下郡山の手
下郡山の手（しもごうりやまのて）は、大分県大分市にある地名。丁目の設定がない単独町名である。住居表示実施済区域。

## 地理
大分市の中央部に位置し、東に南下郡、南に長谷町、南西に羽田、西に下郡南、北に加納と接している。

## 歴史

### 沿革
- 2017年（平成29年）1月7日 - 住居表示を実施に伴い、大字下郡・大字下郡字山崎・大字下郡字野入・大字下郡柚木の各一部（通称は南下郡の一部）から、下郡山の手を新設[5]。

## 世帯数と人口
2022年（令和4年）3月31日現在（大分市発表）の世帯数と人口は以下の通りである。
| 町丁       | 世帯数  | 人口    |
| ---------- | ------- | ------- |
| 下郡山の手 | 534世帯 | 1,146人 |

### 人口の変遷
国勢調査による人口の推移。
| 2020年（令和2年） | 1,259人 | [ 6 ] |  |

### 世帯数の変遷
国勢調査による世帯数の推移。
| 2020年（令和2年） | 381世帯 | [ 6 ] |  |

## 学区
市立小・中学校に通う場合、学区は以下の通りとなる（2022年4月時点）。
| 番・番地等 | 小学校             | 中学校             |
| ---------- | ------------------ | ------------------ |
| 全域       | 大分市立下郡小学校 | 大分市立滝尾中学校 |

## 施設
- だいかく病院[8]。

## その他

### 日本郵便
- 郵便番号 : 870-0961[2]（集配局 : 大分東郵便局[9]）。